# 广州地铁2号线
广州地铁2號線是中国广东省广州市地铁营运的路线之一，屬於城市軌道交通系統，全線均位於地下，标识色為藍色。全长31.8公里，大致呈南北走向，共设24座车站，1个车辆段和1个停车场。本线路起自番禺区的广州南站终至白云区的嘉禾望岗，使用六節编组A型列车。

## 概要

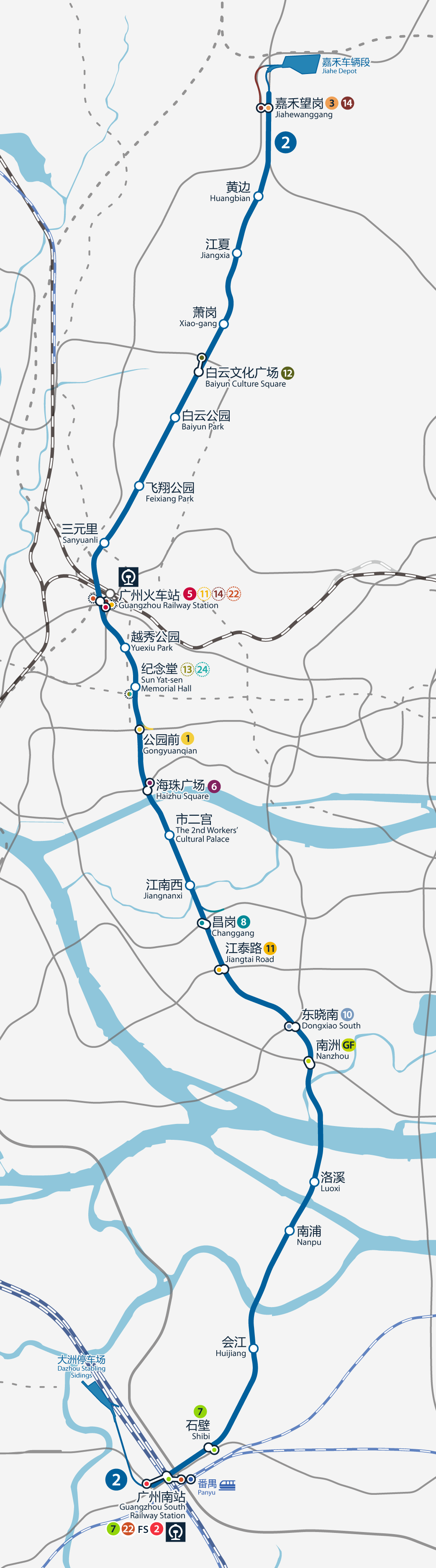
2號線線路圖，按真實走向比例繪畫

目前的2号线大致呈南北走向，起始於番禺区广州南站，穿过洛浦板块西部、过珠江进入海珠区，经过海珠客运站、东晓南路，随后转向北进入江南大道，沿江南大道北上，在海珠桥西侧约50米处穿越珠江。经过海珠广场、广州起义路至人民公园，而后转向人民公园西侧，经连新路过东风中路再穿过越秀公园、解放北路、广州火车站至白云区的三元里大道与广园西路交汇处，再经白云区的白云新城（舊白雲機場）中轴线和空港大道大致向東北行進，掠過白雲山西邊，最終到达嘉禾望岗站。
2號线有一個和3號线合用的嘉禾車輛段，位於嘉禾望崗站東北邊。2號线使用該車輛段的南半部。同時亦使用大洲停車場，位於廣州南站西北偏北。
2號线的控制中心設於公园前站上盖物业内的公园前控制中心，與1號线、8號线共用。
拆解前的2号线是中国大陆首个全线安装全高屏蔽门、使用集中供冷系统、使用刚性悬挂接触网、使用代币式单程票的地铁线路，“广州地铁二号线节能、环保和安全技术集成与应用”项目曾获2006年度国家科学技术进步奖二等奖，为地铁行业首个获得该奖的综合性项目。而建设新2号线的“广州市轨道交通二、八号线延长线工程”曾获第十七届中国土木工程詹天佑奖。

## 历史

1987年的「十字線網」規劃

### 規劃
1987年，當時的廣州市政府準備引入法國資本進行地鐵建設，當時出現了四個方案，徵求市民意見後，最終形成了「十字線網」的規劃。當時「十字線網」中的2號線規劃（新市至赤崗），和之後出現的舊2號線相差無幾。
1997年出現的《廣州市城市快速軌道交通線網規劃研究（最終報告）》，已經確定拆分1987年方案中的2號線，出現了現有新2號綫的雛型，不過當時北段是沿機場路和106國道行走，同時在黃石路口分成兩支：一支繼續沿106國道到達現時新白雲機場；另一支沿廣花路，到達江高鎮一帶。南邊則在南洲轉彎到後滘村。
後來在2000年方案中，該綫經過修改，江高支線於2018年的規劃中改為現24號綫的一部分，往新機場的一段亦被縮減至嘉禾，嘉禾至新機場的一段改為以新的機場快線代替，機場快線最終更成為3號綫的一部分。三元里以北也改為沿舊白雲機場中軸線行走。原嘉禾以南的機場路和106國道段則於2008年的規劃中改為現14號綫的一部分。而南部則改為延長至廣州新客站（現廣州南站），南洲至後滘村的路段成為廣佛線的一部分。在2003年方案中，該走向基本定型。
當時由於海珠區南部仍未進行開發，客流不足，而新港路沿線一帶需求較大；以及為了服務位於琶洲的廣州國際會議展覽中心，決定先新建2號綫的三元里至江南西段，以及8號綫的琶洲至曉港段。兩段通過兩條聯絡路軌貫通，並採用2號綫的名義進行營運。在江南西和曉港之間預留拆解條件，方便在合適時機進行拆解，成為兩條獨立路線進行營運。

### 建造及營運

#### 舊2號線時期

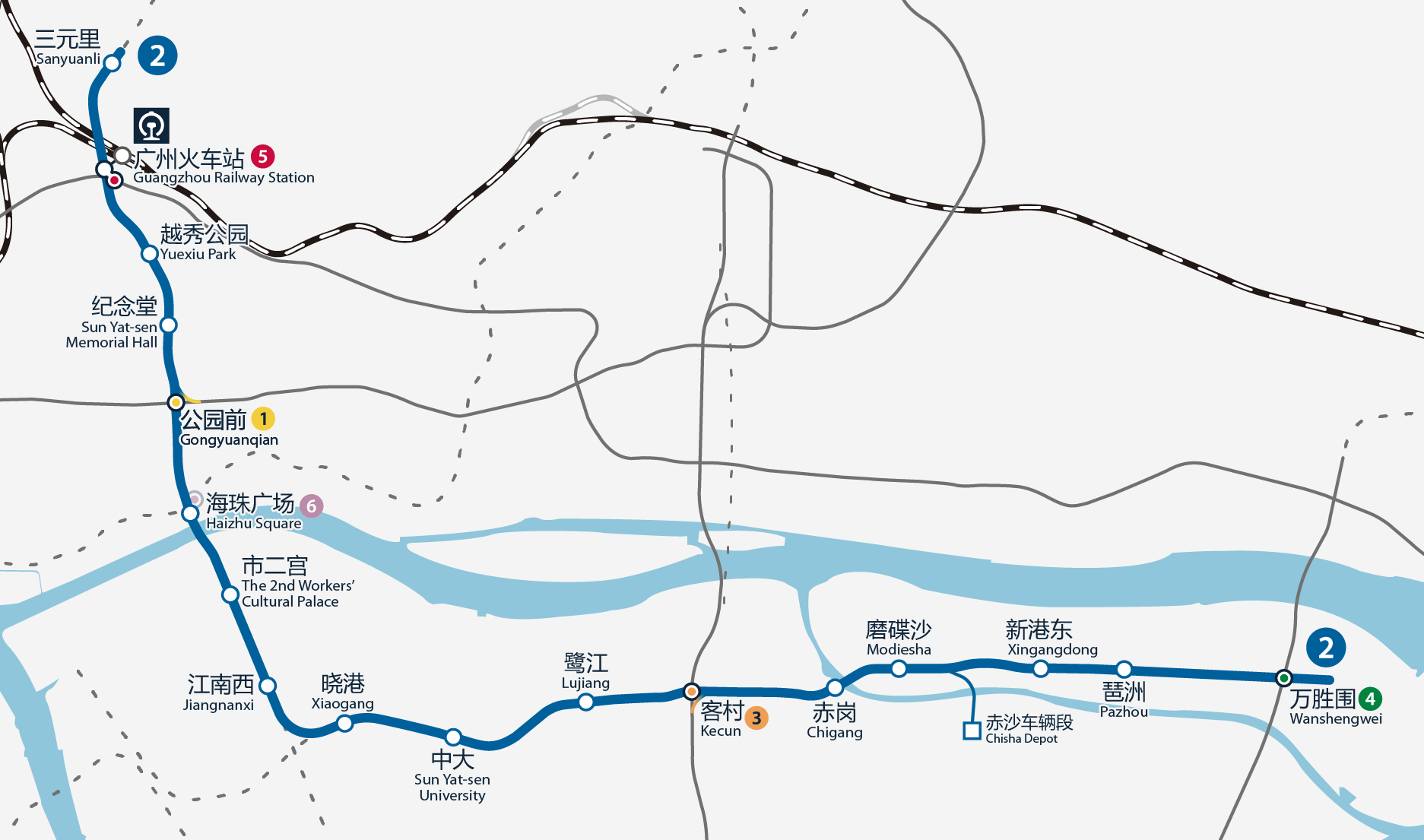
2010年拆解前的廣州地鐵舊2號線線路圖，按真實走向比例繪畫

1998年7月28日，舊2號線首個工點海珠廣場站動工。2001年2月14日，市二宫站北风亭人工挖孔桩施工过程中，由于水管渗漏，导致孔壁倒塌，一名施工人员当场被埋，送院后证实不治。2001年8月19日，三元里站III号通道施工时，一施工人员进行隧道清底作业时，被突然倒塌下来的全风化岩擊中头部，并被倒塌土方掩埋，後證實死亡。事故发生后，承建商福建省平潭县第四建筑工程公司没有按规定及时上报，并企图隐瞒事故。2001年8月23日，客村站封顶，工程進入高潮，该站在动工后才确定为2、3号线的换乘站（现为3、8号线换乘站）。2001年9月5日，二号线铺轨工程于公园前铺轨基地开工，整项工程将铺设约53公里的轨道。2002年11月29日，第一列车（编号2x4344，现改为01x059060配属1号线）的两节列车从德国空运到广州白云机场。
2002年12月29日，2号线首通段三元里至晓港段共九站八区间开通试运行，该段长8.9公里。公園前站亦於當日成為廣州地鐵首個換乘車站。當時由於配屬列車剛剛開始到貨，數目不足，需要從1號綫借調六列列車來使用。後來因應舊2號綫曉港至琶洲段調試的需要，2003年1月29日，全线（旧2号线）通信OTN传输网调试成功。2003年5月8日開始，首通段停止服務50日，進行全線設備系統大聯調。2003年6月28日，曉港至琶洲段（现该段属于8号线）與首通段貫通投入服務，至此舊2号线全線通車，长度为18.28公里。2003年11月28日，首列二号线国产列车在长春下线。
2005年7月21日，江南西站附近的海珠城广場基坑发生倒塌事故，由于担心危及2号线安全，旧2号线市二宫—中大区间停运23小时58分钟。
直到拆解前，舊2號綫的路线呈「L」型走向，起始於海珠区新港东路，然后向西，穿过华南快速干线、黄埔涌、新港中路，过客村立交进入新港西路，再穿晓港立交，沿昌岗东路向西延伸，随后转向北进入江南大道中，沿江南大道北上，在海珠桥西侧约50米处穿越珠江。经过海珠广场、广州起义路至人民公园，而后转向人民公园西侧，经连新路过东风中路再穿过越秀公园、解放北路、广州火车站至白云区的三元里大道与广园西路交汇处。
舊二號線的車輛段為赤沙車輛段，位於磨碟沙站東南。

#### 拆解
2004年底，2、8號線延長線工程試驗段：8號線沙園站和2號線南洲站動工。2007年6月，該工程獲得國家發改委批覆，8月全面動工。該工程將會把舊2號線拆解，並分別往南、西及北三個方向延長。2009年7月19日，2、8號線盾構1標隧道貫通，標誌着2、8號線隧道全部洞通。2010年3月22日，廣州市軌道交通2、8號線延長線軌道工程短軌全線貫通。2010年3月30日，2、8号线延长线供电设备完成吊装。2010年6月16日，2号线北延段开始热滑。
2010年9月21日晚，從三元里站開往萬勝圍站的末班車結束服務後，舊2號綫的服務正式告一段落。22日至24日，舊2號綫停運，進行軌道拆解、信號，供電割接工程以及聯合調試。25日清晨，三元里至江南西段正式和曉港至萬勝圍段分拆，後者各站正式改屬8號綫車站，而前者與三元里至嘉禾望崗站以及江南西至廣州南站段連接，貫通成為新2號綫營運。同時2號綫改為使用嘉禾車輛段及大洲停車場，赤沙車輛段則撥歸8號綫使用。舊2號綫正式拆解為兩條獨立的路線。拆解後的2號線與8號線於江南西站與曉港站之間新建的昌崗站換乘，南行列車在離開江南西站之後，不再前往曉港站，改行一段新建的鐵路路段前往新的昌崗站。然後再大致往南，最終以廣州南站作爲終點。自此，新2號綫全線正式通車。
至於連接江南西站及曉港站的兩條路軌，往三元里的路軌已經改為聯絡路軌，目前僅供工程車或車務調動使用。而往萬勝圍的路軌因為與新建路線平交，故已被拆走；隧道也同時被廢棄，並用磚牆封闭，與營運中的路線分隔。

#### 新二號線時期
2012年7月17日晚，首列国产牵引传动系统A型列车（内部型号A5，编号08x103-08x104）上线营运。
2013年1月8日起，2號綫率先實施大小交路的營運方式。地鐵公司稱其為「早高峰短線」，於早高峰期間增加三元里至江泰路短線（小交路）。随着2号线北段客流增加以及14号线的开通，2019年12月20日起，短线行驶区段变更为嘉禾望岗至江泰路。

## 车站
2号线全长32公里，共设24座车站。全線車站在建成时就安装了屏蔽门。
另外，本线在飞翔公园至黄边5座車站均采用側式月台，同时因月台和站厅同层，故兩邊月台均設有出入閘機。兩個側式月台由位於月台上方或下方的地下付費區聯絡通道連接。而江夏站和黃邊站亦提供地下通道連接兩側的非付費區；其餘3座車站（飞翔公园、白云公园、白云文化广场）則直接建議乘客從地面前往另一邊的出入口。
| 車站編號                                                                          | 站名及配色 | 站名及配色   | 里程（公里） | 里程（公里） | 换乘路线                                                                                                   | 所在地 | 啟用時間       | 车站形式           |
| 車站編號                                                                          | 站名及配色 | 站名及配色   | 站间         | 累计         | 换乘路线                                                                                                   | 所在地 | 啟用時間       | 车站形式           |
| 2號線                                                                             | 2號線      | 2號線        | 2號線        | 2號線        | 2號線 | 2號線  | 2號線          | 2號線              |
| --------------------------------------------------------------------------------- | ---------- | ------------ | ------------ | ------------ | --- | ------ | -------------- | ------------------ |
| 201                                                                               |            | 广州南站     | -            | 0.0          | 7号线 701 、22号线 2203 佛山地铁：2号线 F227 广州南站 番禺站：广肇城际铁路、广惠城际铁路、广州东环城际铁路 | 番禺区 | 2010年9月25日  | 地下側式站台       |
| 202                                                                               |            | 石壁         | 1.04         | 1.04         | 7号线 702                                                                                                  | 番禺区 | 2010年9月25日  | 地下島式站台       |
| 203                                                                               |            | 會江         | 2.37         | 3.41         | | 番禺区 | 2010年9月25日  | 地下島式站台       |
| 204                                                                               |            | 南浦         | 2.43         | 5.84         | | 番禺区 | 2010年9月25日  | 地下一島一侧式站台 |
| 205                                                                               |            | 洛溪         | 1.19         | 7.03         | | 番禺区 | 2010年9月25日  | 地下島式站台       |
| 206                                                                               |            | 南洲         | 2.41         | 9.44         | 广佛线 GF24                                                                                                | 海珠区 | 2010年9月25日  | 地下島式站台       |
| 207                                                                               |            | 东晓南       | 0.90         | 10.34        | 10号线 1006                                                                                                | 海珠区 | 2010年9月25日  | 地下間隔式侧式站台 |
| 208                                                                               |            | 江泰路       | 1.98         | 12.32        | 11号线 1126                                                                                                | 海珠区 | 2010年9月25日  | 地下島式站台       |
| 209                                                                               |            | 昌岗         | 0.91         | 13.23        | 8号线 819                                                                                                  | 海珠区 | 2010年9月25日  | 地下島式站台       |
| 210                                                                               |            | 江南西       | 0.87         | 14.10        | | 海珠区 | 2002年12月29日 | 地下分离式島式站台 |
| 211                                                                               |            | 市二宫       | 1.06         | 15.16        | 28号线 | 海珠区 | 2002年12月29日 | 地下島式站台       |
| 212                                                                               |            | 海珠广场     | 1.00         | 16.16        | 6号线 610                                                                                                  | 越秀区 | 2002年12月29日 | 地下島式站台       |
| 213                                                                               |            | 公园前       | 1.27         | 17.43        | 1号线 109                                                                                                  | 越秀区 | 2002年12月29日 | 地下西班牙式月台   |
| 214                                                                               |            | 纪念堂       | 0.79         | 18.22        | 13号线、24号线                                                                                             | 越秀区 | 2002年12月29日 | 地下島式站台       |
| 215                                                                               |            | 越秀公园     | 0.88         | 19.10        | | 越秀区 | 2002年12月29日 | 地下分离式島式站台 |
| 216                                                                               |            | 广州火车站   | 1.10         | 20.20        | 5号线 506 、11号线 1114、14号线、22号线 广州站                                                             | 越秀区 | 2002年12月29日 | 地下島式站台       |
| 217                                                                               |            | 三元里       | 1.21         | 21.41        | | 白云区 | 2002年12月29日 | 地下島式站台       |
| 218                                                                               |            | 飞翔公园     | 1.29         | 22.70        | | 白云区 | 2010年9月25日  | 地下侧式站台       |
| 219                                                                               |            | 白云公园     | 1.62         | 24.32        | | 白云区 | 2010年9月25日  | 地下侧式站台       |
| 220                                                                               |            | 白云文化广场 | 1.02         | 25.34        | 12号线 1208                                                                                                | 白云区 | 2010年9月25日  | 地下侧式站台       |
| 221                                                                               |            | 蕭崗         | 1.12         | 26.46        | | 白云区 | 2010年9月25日  | 地下一岛一侧式站台 |
| 222                                                                               |            | 江夏         | 1.45         | 27.91        | | 白云区 | 2010年9月25日  | 地下侧式站台       |
| 223                                                                               |            | 黄边         | 1.24         | 29.15        | | 白云区 | 2010年9月25日  | 地下侧式站台       |
| 224                                                                               |            | 嘉禾望岗     | 1.76         | 30.91        | 3号线 325 、14号线 1401                                                                                    | 白云区 | 2010年9月25日  | 地下双岛式站台[L3] |
| 註釋                                                                              |            |              |              |              | |        |                |                    |
| - 所有以斜体标识的线路和车站均未开通。 - L3 2號線與3號線共用，其中2號線使用內側。 |            |              |              |              | |        |                |                    |
| 论 编                                                                             |            |              |              |              | |        |                |                    |

### 换乘站
2号线現時有11座换乘站，其中公园前站为广州地铁系统中首个换乘车站。
已投入使用
- 嘉禾望岗站：换乘3号线与14号线。本站与3号线为平行换乘，与14号线为站厅换乘，亦为2号线的终点站，同时也是广州地铁的第一个三线换乘站。乘客在此站下车后可以直接在站台对面换乘3号线的北行方向，而换乘3号线南行方向则需先前往站厅再下至另一站台，换乘14号线则需经站厅换乘。
- 白雲文化廣場站：换乘12号线。因建设期间未作出预留，且12号线车站距离2号线车站很远，須經12号线时期建设的換乘通道前往12号线。
- 广州火车站：换乘5号线。因建设期间未作出预留，需经过站厅换乘。
- 公园前站：换乘1号线。本站是目前广州地铁唯一一个一岛两侧式换乘车站，岛式站台仅供上客，侧式站台仅供下客，并且可以从侧式站台行至另一线的岛式站台上车。不可逆向换乘。
- 海珠广场站：换乘6号线。雖然在建设期间未作出预留，但在站台北端新建一条连接两线站台的通道，由於客流安排的關係，由6號線月台可通過新建的換乘通道乘扶梯直達2號線月台；而2號線前往6號線則需通過站廳北部新建的连接通道進换乘。由于6号线换乘2号线的通道只设置有2台自动扶梯，没有楼梯，因此不可逆向换乘。
- 昌岗站：换乘8号线。本站是二/八号线拆解后新增的换乘站，受江南大道昌崗路口埋設的管線限制，兩線車站分別位於路口南邊及西邊，使用L型節點換乘，在两线站台各自靠近的一端有楼梯连接，亦可通過站廳換乘。
- 江泰路站：换乘11号线。因建设期间未作出预留，需经站厅换乘。
- 东晓南站：换乘10号线。因建设期间未作出预留，现时经站厅原有C出入口通道改建的通道进行换乘，后期通过在建的换乘通道进行换乘。
- 南洲站：换乘广佛線。本站在建设时已作出预留，廣佛線位於2號線上方，为L字形节点换乘，亦可通過站廳換乘。
- 石壁站：换乘7号线。因建设期间未作出预留，且兩線月台相距較遠、站體錯開及並不完全平行，需經站廳通道換乘。
- 广州南站：换乘7号线、22号线和佛山地铁2号线。本站亦是2號線和7號線的終點站，兩線共用一島兩側的月台佈置，但因為只有2號線始發月台和7號線美的大道方向月台位於島式月台上，其餘兩個方向分別位於兩個側式月台上。因此只有7號線美的大道方向抵站乘客換乘2號線能夠同台換乘，2号线抵站乘客如需换乘7号线，需通过站厅步行到另一个侧式站台。22号线則因建设期间未作出预留，其車站設於廣州南站東廣場，因此設通道連接既有2號線和7號線車站。佛山2号线車站則設置在廣州南站西廣場，同时設有通道連接既有2號線和7號線車站。

未来换乘站
- 纪念堂站：换乘13号线和24号线。因建设期间未作出预留，预计与13号线需经站廳换乘；而与24号线未設直接的換乘通道，需經過13號線車站實現換乘。[17]
- 市二宫站：换乘28号线。因建设期间未作出预留，预计需经通道换乘。
- 会江站：换乘佛山地铁4号线。因建设期间未作出预留，预计需经通道换乘。

未来扩建的换乘站
- 广州火车站：换乘11号线、14号线、22号线和佛山地鐵5號線。因建设期间未作出预留，预计需经站厅换乘11號線；11號線建設時已同步預留通往14號線的換乘扶梯，預計兩線爲月台節點轉乘；22號線和佛山5號線因應國鐵改造導致方案不穩定，與既有線路轉乘方式尚未明朗。

预留换乘的车站
- 白云公园站：原计划换乘12号线，车站建设时在下层预留岛式站台的部分结构。但因12号线更改走线，与2号线的换乘站亦变更为白云文化广场站。故12号线未能使用该预留结构。但现时规划佛山地铁6号线广州段经过本站换乘，预计或将利用该预留结构进行扩建。

## 行车安排
目前，2号线除常规长线车（即往来廣州南站及嘉禾望崗站）外，还会在工作日开行往来嘉禾望岗站及江泰路站的短线车，以及每逢週日疏导夜间广州南站客流的加班车。
现时2號線所有列车在报站前均增加廣播，提醒乘客列车即將开往哪个方向，全線车站站台显示屏均有顯示接下來三班列车的終點站和到达时间。

### 江泰路短线车
目前，2号线工作日逢周一至周四7:00-16:15和周五7:00-10:00开行往来嘉禾望岗站及江泰路站的短线车，长短线比例2:1。
2013年1月8日起，为缓解早高峰期间拥挤情况，2号线于工作日7:30-9:30加开往来三元里和江泰路的短线车，是广州地铁首次开行长短线列车。
随着北延段沿线客流增长以及嘉禾望岗站成为三线换乘站带来的客流压力，运营方在2018年暑运起，早高峰期从嘉禾车辆段出库的短线列车会直接在嘉禾望岗站起载，以加密北延段（嘉禾望岗至飞翔公园）早上高峰期往市区的班次密度。到了2019年下半年，运营方试行三种不同方案的早高峰行车安排：
- 10月28至11月1日试行嘉禾望岗往来江泰路的短线车，即原有短线车北端终点从三元里延长至嘉禾望岗[21]；
- 11月4日至8日则在原有早高峰短线的基础上，加开嘉禾望岗至江泰路的单向列车；
- 11月11日至15日则暂停短线车班次，并在高峰期适当加开班次[22]。

2019年12月20日起，地铁公司正式确认将工作日的早高峰短线车延长至嘉禾望岗。短线车与常规长线车采取2+1制度（即每两班长线车开出后，第三班列车为短线车），在此期间，江泰路至广州南站段行车间隔为3分21秒，嘉禾望岗至江泰路段行车间隔为2分14秒。
2024年3月18日起，地铁方面延长早高峰短线车在周一至周四的服务时间至平峰时段。

### 广州南站加班车
2017年起每逢週日，廣州南站往嘉禾望岗站的常規尾班車開出之後，将开行夜间专车，供廣州南站夜間高鐵抵站乘客接駁進入市區。现时加班車于23:45和24:00开出，仅停靠南浦、洛溪、昌崗、公園前、廣州火車站、三元里、江夏和嘉禾望崗。加班车的停靠站点只下不上，且乘客抵站後均無法換乘其它地鐵線路，只能出站轉乘其它交通工具。地铁方面亦会根据预测客流情况在春运返程及节假日末期时延长夜间加班车服务至凌晨2点。

## 乘客量
2號線曾是深入連通珠江南北兩岸老城區的唯一一條地鐵線路，其走向與廣州老城區傳統中軸線相近甚至重疊，途經廣州老城區多個核心地帶，包括廣州火車站等多個陸路交通樞紐、傳統和新興商業區（如公園前、海珠廣場、江南西路等）、各新舊住宅區以及多個老城區重要地標。在拆解前更可直接聯通琶洲會展中心，以及新港路沿線各住宅區，成為海珠區來往珠江北岸老城區的重要通道，因此2號線在開通後客流量已相當可觀。
2號線拆解後改為連接海珠區西南部、洛浦地區西部和白雲新城各新興住宅商業區，繼續起到連接珠江兩岸老城區的重要南北向大動脈的作用。同時，拆解后的2號線直接串連广州站和廣州南站兩大火車站，并間接連接新白雲國際機場（通過換乘3號線），廣州火車站至昌崗一段更可與多條重點市區線路換乘。隨著廣州地鐵線網其它線路陸續開通並與2號線實現換乘，2號線客流與日俱增，每逢春運及節假日，通過2號線前往廣州火車站、廣州南站和新白雲國際機場的乘客更會進一步推高2號線的客流。而随着白云新城的发展日趋成熟，居住人口不断增加；以及14号线开通后，沿线经嘉禾望岗换乘进入2号线往老城区通勤的客流，都令2号线北段在工作日高峰的客流不断上升。
綜上所述，2號線全天候的載客量都居高不下。雖然2號線在早晚高峰實施多項增加運力的措施，但在廣州火車站至昌崗一段，列車和車站月台仍然非常擠逼，加上两端终点站会有大量上车的客流，乘客要等候多班列車才能上車的情況更是家常便飯。在2024年，2号线的日均客流强度为3.49万人次/公里，在全中国大陆仅次于广州1号线；日均客流量为111.05万人次，仅次于3号线。

## 使用列车
| 內部型號 | 制造商                  | 车辆编组                  | 制造年代  | 车辆总数 | 上线时间              |
| -------- | ----------------------- | ------------------------- | --------- | -------- | --------------------- |
| A1       | 瑞士Adtranz、德国西门子 | 6A（Tcp+M1+M2+M2+M1+Tcp） | 1996-1997 | 6列      | 2002/12/29~2006/11/20 |
| A2       | 长客庞巴迪车辆          | 6A（Tc+Mp+M+M+Mp+Tc）     | 2002-2005 | 26列     | 2003~2012年           |
| A4       | 南车株洲电力机车        | 6A（Tc+Mp+M+M+Mp+Tc）     | 2009-2010 | 27列     | 2010/01/18~           |
| A5       | 南车株洲电力机车        | 6A（Tc+Mp+M+M+Mp+Tc）     | 2011-2013 | 27列     | 2012/07/17~           |

### 目前使用车型
目前，2号线全线使用由南车株洲电力机车制造的A型地铁列车，分别为2010年1月18日投入原2号线营运的A4型列车以及2012年7月17日投入服務的A5型列车。目前A4型全数营运2号线；A5型现时则大部分列车营运2号线，部分列车会根据需要与8号线之间调配，因此现时2号线A5列车配属数量或会不定时发生改变。
两车均采用6节编组，車頭均為弧形設計，涂装均以白色为主调，列车车身两边各有一条深紫色的饰带。由于两列车投入营运时间不同，车辆细节亦有较大差异，例如A4型所有列車在车门上方設有連續式閃燈路綫圖，A5型所有列車在车门上方设有红色LED顯示屏和贴纸路线图等，详见各列车条目的列車特點简介。

### 曾經使用车型
- 安达-西门子模块化列车（A1型列车）：当年舊二号线開通時，配屬的Movia 456型列車没有到货，致使部分A1型列车需要到舊二号线運行，直到Movia 456型列車陆续投入营运为止。现时所有列车皆在一号线上运行。
- 長客-龐巴迪Movia456型列車（A2型、A3型列車）：該款列車是舊二號線的配車，全數曾在舊二號線上運行，部分列車曾配屬在拆解後的新二號線上行駛，後來A5型列车上线营运后該部分列車逐步被調往一號綫或八號線。

## 春運專列
每年春運期間，廣州火車站週邊的流花地區皆會全天候聚集大批候車旅客。受2008年中國雪災影響，這一年春運期間有200萬人滯留在火車站廣場及周边地方，亦有不少人在廣州火車站地鐵站滯留。為避免此況重現，當局于2009年春運起使用位於琶洲地區的廣州國際會議展覽中心作為春運持票旅客異地候車點。因此，當時連接會展中心和廣州火車站的舊2號綫便被政府要求為異地候車旅客提供免費的列車服務，從會展中心運送到廣州火車站。此服務便被稱為春運專列。

### 拆解前
為免影響市民的通勤，需要異地候車的火車班次皆為晚上開出。每晚繁忙時間之後，位於會展中心地區的新港東站會封閉北邊站廳，專供異地候車旅客登車前往廣州火車站。普通載客列車將適時在往三元里方向不停站通過新港東站；而作為春運專列的列車，在新港東站上客後，將不停站通過沿途各站直達廣州火車站。

### 拆解後
2011年至2012年，異地候車依然在琶洲會展中心。由於路線拆解後，廣州火車站與新港東站已分屬2、8號綫，而兩線僅保留了曉港站至江南西站的聯絡路軌，如繼續開行直通列車，列車從8號綫前往2號綫後無法直接在下行返回8號綫，實施起來難度很大且有安全隱患。故春運專列作出了改變：
- 在8號綫新港東站登車後，需要在昌崗站換乘到2號綫，再登車前往廣州火車站。
- 在營運時間內封閉8號綫上行（西行）列車後3卡車廂和2號綫上行（北行）列車前3卡車廂作為「春運專廂」，其餘3卡車廂繼續供普通乘客上下。
- 營運結束後採取春運專列。

春運專廂實施期間，2號綫廣州南站至廣州火車站將封閉上行列車前3卡車廂以及月台對應的位置，8號綫萬勝圍站至昌崗站將封閉上行列車後3卡車廂以及月台對應的位置。期間昌崗站的樓梯換乘通道亦將封閉供異地候車旅客專用，普通乘客只能改為繞行大堂換乘。
从2013年起，为减少对普通乘客的影响，春运专列运行模式有所改变。
- 從晚上8點推遲到晚上9點開始，2014年更推遲至晚上9點20分[34]。
- 春運專廂期間，原封閉3卡車廂，減為封閉2卡車廂。

2015年，春運不再啟用琶洲異地候車，因此廣州地鐵也不再開行春運專列。

## 未來發展
由於2號線的規劃已宣告結束，广州南站和嘉禾望岗站都没有预留延伸的条件，故在可预见的将来，2号线不會有继续向南北延伸或开辟支线的规划。而换乘站則隨新路線開通而繼續增加。